# Капустинська сільська рада (Яготинський район)
| Капустинська сільська рада — колишній орган місцевого самоврядування у Яготинському районі Київської області з адміністративним центром у с. Капустинці. Історична дата утворення: в 1920 році. Водоймища на території, підпорядкованій даній раді: річка Супій. Сільській раді були підпорядковані населені пункти: - с. Капустинці - с. Добраничівка - с. Плужники |

## Склад ради
Рада складалася з 16 депутатів та голови.

### Керівний склад ради
| ПІБ                        | Основні відомості                                                         | Дата обрання | Дата звільнення |
| -------------------------- | ------------------------------------------------------------------------- | ------------ | --------------- |
| Угніч Варвара Трохимівна   | Сільський голова, 1947 року народження, освіта, позапартійна              | 26.03.2006   | 31.10.2010      |
| Асауленко Ганна Миколаївна | Сільський голова, 1961 року народження, освіта вища, член Партії регіонів | 31.10.2010   |                 |

Примітка: таблиця складена за даними джерела